# レイク・ジェニーバ (ウィスコンシン州)
レイク・ジェニーバ (Lake Geneva, [ˌleɪk dʒɪˈniːvə]) はアメリカ合衆国ウィスコンシン州ウォルワース郡に属する市である。2010年国勢調査での人口は7,651人であった。ジェノバ湖に面した観光都市であり、シカゴ都市圏やミルウォーキーからの旅行者に人気がある。
「レーク・ジェニーバ」、「レイク・ジェニーヴァ」、「レイク・ジュニーヴァ」、「レーク・ジェネヴァ」との表記揺れもある。

## 歴史
元々はポタワトミ族の族長によって「マック・サック」（ビッグフット）と呼ばれていたが、初期の入植者であるジョン・ブリンクは、この市がニューヨーク州セネカ湖畔の町、ジェニーバに似ていると考え、それにちなんでジェニーバと名付けられた。ジェニーバ(Geneva)は近傍の町であるイリノイ州のジェニーバ/ジェノバ(Geneva)との混同を避けるため、「レイク・ジェニーバ」（Lake Geneva)に改名された。後に湖も「ジェノバ湖」（ジェニーヴァ湖、ジェニーバ湖、Geneva Lake）と改名された。
シカゴから鉄道が通じていたため、この地域は木材、畜牛、石油、鉄鋼、セメント、製造業、耐久消費財などを扱う裕福な実業家達（例えばモートンソルト社、リグリーチューインガム社など）に人気のある夏季静養地となり、ストーンマナーやブラックポイントのような広大な邸宅が湖岸地域に1850年代から現代まで、狂騒の20年代を最盛期として建設された。市はそれ以来「西のニューポート」として知られている。自動車時代の初期、市はフランク・ロイド・ライトがデザインした最初のドライブイン式モーテルを運営し、また後の禁酒法時代、この地域周辺のより小さな湖畔の町々はアル・カポネや他のギャング達の隠れ家となった。
1954年、レイク・ジェニーバは新たな空軍士官学校の最終候補地3つの内の1つに選ばれたが、最終的にコロラド州のコロラドスプリングスに敗れた。
1968年、ヒュー・ヘフナーは最初のプレイボーイ・リゾートをレイク・ジェニーバに建設した。このクラブは1981年に閉鎖され、1982年にアメリカーナ・リゾート、1993年には現在のグランド・ジェニーバ・リゾートに改装された。
ロイヤルレコード（以前のシェイドツリースタジオ）はかつてレイク・ジェニーバの音楽スタジオであり、ミニストリー、チープ・トリック、クイーンズライク、クラッシュ・テスト・ダミーズ、アイアン・メイデン、ナイン・インチ・ネイルズ、スキッド・ロウのようなアーティスト達が数々のアルバムのレコーディングを行った。
1968年8月、後に北米最大規模のゲームコンベンションとなるGen Conの第1回大会がレイク・ジェニーバで開催された。その後1977年まで、1972年を除いてレイク・ジェニーバで毎年8月に開催されたが、より広い会場を求めて別の都市に移転した。
ゲイリー・ガイギャックスは1973年にTSR社（の前身であるタクティカル・スタディーズ・ルールズ）を市内に設立し、世界初のロールプレイングゲームである『ダンジョンズ&ドラゴンズ』を発売した。その後TSR社は成功を収めたが、創業者であるガイギャックスは1985年に企業乗っ取りにあって追放された。TSR社は1990年代中盤以降不振に陥り、1997年にウィザーズ・オブ・ザ・コースト社によって買収され、消滅した。

## 地理
レイク・ジェニーバは北緯42度35分33秒 西経88度26分4秒 / 北緯42.59250度 西経88.43444度 (42.592380, -88.434424)に位置している。市はジェニーバ湖北東の湾岸、比較的平坦な平地に位置しているが、若干の険しい丘と絶壁が存在する。
アメリカ合衆国国勢調査局によると市の総面積は6.55平方マイル (16.96 km2)であり、そのうち陸上は6.54平方マイル (16.94 km2)、水域は0.01平方マイル (0.03 km2)である。

## 人口動態

### 2010年国勢調査
2010年の国勢調査の時点で、市には7,651人の住民、3,323世帯、1,879家族が存在した。人口密度は1平方kmあたり451.7人(1169.9人/平方マイル)であった。4,225軒の住宅があり、平均密度は646.0毎平方マイル (249.4/km2)であった。市の人種構成は白人 87.6%、アフリカ系アメリカ人 0.6%、ネイティブ・アメリカン 0.2%、アジア系アメリカ人 1.5%、その他 8.5%、2つ以上の人種が起源 1.6%であった。ヒスパニック系アメリカ人あるいはラテン系アメリカ人は人口の17.3%であった。
3,323世帯のうち27.9%が18歳未満の児童と同居しており、40.2%が同居する夫婦、11.3%が夫を持たない女性世帯、5.0%が妻を持たない男性世帯、43.5%が非家族であった。総世帯の36.6%が単身世帯であり、15.5%が65歳以上の独居老人世帯であった。1世帯の人数の平均は2.28人、1家族の人数の平均は3.02人であった。
市の住民の年齢の中央値は39.8歳であった。住民のうち18歳未満は22.7%、18から24歳は8.2%、25から44歳は25.5%、45から64歳は26.8%、65歳以上は16.7%であった。市の性別構成は男性が47.5%、女性が52.5%であった。

### 2000年国勢調査
2000年の国勢調査の時点で、市には7,148人の住民、3,053世帯、1,801家族が存在した。人口密度は1平方kmあたり549.8人(1425.1人/平方マイル)であった。3,757軒の住宅があり、平均密度は749.0毎平方マイル (289.2/km2)であった。市の人種構成は白人 90.81%、アフリカ系アメリカ人 0.90%、ネイティブ・アメリカン 0.11%、アジア系アメリカ人 1.08%、太平洋諸島系アメリカ人 0.06%、その他 5.16%、2つ以上の人種が起源 1.89%であった。ヒスパニック系アメリカ人あるいはラテン系アメリカ人は人口の14.75%であった。2010年合衆国国勢調査の時点で人口は7,651人となり、2000年合衆国国勢調査時点から7.04%の増加であった。
3,053世帯のうち27.8%が18歳未満の児童と同居しており、45.1%が同居する夫婦、9.8%が夫を持たない女性世帯、41.0%が非家族であった。総世帯の33.0%が単身世帯であり、12.8%が65歳以上の独居老人世帯であった。1世帯の人数の平均は2.33人、1家族の人数の平均は3.01人であった。
市の住民のうち18歳未満は23.0%、18から24歳は9.8%、25から44歳は29.9%、45から64歳は22.4%、65歳以上は15.0%であった。市の住民の年齢の中央値は36歳であった。女性100人に対して男性94.8人の割合であった。18歳以上の女性100人に対して男性92.6人の割合であった。
1世帯の平均収入は40,924米ドル、1家族の平均収入は54,543米ドルであった。男性の平均収入は38,930米ドル、女性の平均収入は25,671米ドルであった。1人当たり所得は21,536米ドルであった。家族の4.7%、人口の7.2%は貧困線以下の収入であり、これには18歳未満の9.0%と65歳以上の5.5%が含まれていた。

## 行政
レイク・ジェニーバ市は市長－議会制の行政方式で運営されている。市には各々2人の議員定数を持つ4つの選挙区に分かれている。市は1人の常勤行政長官が管理している。市にはその他に選ばれた法務官、裁判官、非常勤の出納官が存在する。

## 著名人
- Margaret H. Bair - 空軍州兵の将官
- Robert H. Baker - ウィスコンシン州選出の国会議員。共和党ウィスコンシン州支部の支部長
- Hiram Barber, Jr. - イリノイ州選出のアメリカ下院議員
- S. Carey - ミュージシャン。ボン・イヴェールのメンバー
- Bobby Cook - NBAの選手
- Sal Dimiceli - 慈善家
- ゲイリー・ガイギャックス - 作家、ゲームデザイナー。『ダンジョンズ&ドラゴンズ』の共同創作者
- M. W. Kalaher - ウィスコンシン州の国会議員
- John Brayshaw Kaye - 詩人、政治家
- Mary L. Kirchoff - 『ドラゴンランス』小説の作家
- Kerwin Mathews - 俳優
- Ryan Mathews - NASCARのドライバー
- Buddy Melges - オリンピックの金メダリスト。アメリカスカップ栄誉の殿堂に列せられた
- ベビーフェイス・ネルソン - 銀行強盗
- John R. Powers - 作家
- ラルフ・タウンゼント - 作家、外交官
- William Trinke - ウィスコンシン州の国会議員
- マーガレット・ワイス - 『ドラゴンランス』シリーズの小説の著者
- Edwin A. Williams - ウィスコンシン州の国会議員